# Hypolycaena cobaltina
Hypolycaena cobaltina är en fjärilsart som beskrevs av Aurivillius 1899. Hypolycaena cobaltina ingår i släktet Hypolycaena och familjen juvelvingar. Inga underarter finns listade i Catalogue of Life.